# Tombouctou (film)
Pour les articles homonymes, voir Tombouctou (homonymie).
Pour plus de détails, voir Fiche technique et Distribution.
Tombouctou (Timbuktu) est un film américain réalisé par Jacques Tourneur, sorti en 1959.

## Synopsis
En 1940, au début de la Seconde Guerre mondiale à Tombouctou, le colonel Dufort, accompagné de son épouse Natalie, vient prendre le commandement de la garnison française. Le pays est sous tension, un chef religieux, le seul capable de maintenir le calme parmi les tribus, est retenu prisonnier par un émir. Le colonel, aidé par le trafiquant d'armes américain Mike Conway, va tenter de le libérer.

## Fiche technique
- Titre original : Timbuktu
- Titre français : Tombouctou
- Réalisation : Jacques Tourneur
- Assistant-réalisateur : Al Westen
- Scénario : Paul Dudley et Anthony Veiller
- Photographie : Maury Gertsman
- Montage : Grant Whytock
- Musique : Gerald Fried
- Direction artistique : William Glasgow
- Décors : Darrell Silvera
- Costumes : Elva Martien (costumes des actrices) et Frank Beetson Jr. (costumes des acteurs)
- Son : John Kean
- Producteur exécutif : Edward Small
- Société de production : Imperial Pictures
- Société de distribution : United Artists
- Pays de production :  États-Unis
- Langue : anglais
- Format : Noir et blanc — 35 mm - Son : Mono
- Genre : film d'aventure
- Durée : 91 minutes
- Date de sortie :
  - États-Unis : 22 novembre 1959

## Distribution
- Victor Mature  (V.F : Claude Bertrand) : Mike Conway
- Yvonne De Carlo  (V.F : Jacqueline Ferriere) : Natalie Dufort
- George Dolenz  (V.F : Jean Claudio) : Colonel Dufort
- John Dehner  (V.F :  Abel Jacquin) : l'Émir
- Marcia Henderson : Jeanne Marat
- Robert Clarke : Capitaine Girard
- James Foxx : Lieutenant Marat
- Paul Wexler : Suleyman
- Leonard Mudie : Mahomet Adani
- Willard Sage (V.F : Jean-Henri Chambois) : Major Leroux
- Mark Dana (V.F : Jean-Claude Michel) : Capitaine Rimbaud
- Larry Perron : Dagana
- Steve Darrell : Nazir
- Larry Chance : Ahmed
- Allan Pinson : Sergent
- John George : Paysan en prières